# LoveRance
LoveRance (справжнє ім'я: Ренс Олівер II) — американський репер, продюсер і діджей з району затоки Сан-Франциско. Здобув популярність синглом «UP!» (продюсер: IamSu!). Окремок посів 46-ту сходинку Billboard Hot 100. Також видали версію за участі IamSu й Skipper.

## Відеокліп «UP!»
Відео завантажили на VEVO-канал виконавця на YouTube 31 січня 2012. Режисер: Тадж. Дія відбувається в Сан-Франциско, переважно в нічному клубі. У кліпі знявся 50 Cent.

## Дискографія

### Мікстейпи
- 2012: Freak of the Industry

### Сингли

#### Власні
| Назва                              | Рік  | Найвищі чартові позиції | Найвищі чартові позиції | Найвищі чартові позиції | Альбом |
| Назва                              | Рік  | США                     | US R&B                  | US Rap                  | Альбом |
| ---------------------------------- | ---- | ----------------------- | ----------------------- | ----------------------- | ------ |
| «UP!» (за участі 50 Cent)          | 2011 | 46                      | 3                       | 2                       | —      |
| «AKUP» (за участі Tyga та Problem) | 2012 | —                       | —                       | —                       | —      |

#### Інших виконавців
- 2012: «Back» (Mike-Dash-E за участі LoveRance та Jay Ant)
- 2012: «Ripped» (Mike-Dash-E за уч. LoveRance, Cousin Fik, K00L John, P Child та Skipper)
- 2013: «Cake Mix» (Celly Cel за уч. LoveRance та Clyde Carson)
- 2013: «Leave This Club» (Big E за уч. LoveRance та Traxamillion)
- 2013: «Go Again» (G. Battles за уч. LoveRance)
- 2013: «One Night» (J-Slim за уч. LoveRance)
- 2013: «Tsunami» (Rayven Justice за уч. LoveRance)
- 2013: «Turn Up» (Stacc за уч. Ajidon, Yung Cutti та LoveRance)